# Тачэн (аэропорт)
Аэропорт Тачэн (кит. упр. 塔城机场, пиньинь Tǎchéng Jīchǎng) (ИАТА: TCG, ИКАО: ZWTC) — аэропорт, обслуживающий Чугучак в Синьцзян-Уйгурском автономном районе КНР. Расположен в 28,5 километрах к востоку от центра города.
Аэропорт сертифицирован на приём самолётов Xian MA60, ATR 72, Boeing 737, Embraer ERJ 145, различных модификаций Airbus A320 и иных воздушных судов данного класса.

## История
Строительство аэропорта началось в июле 1992 года в рамках реализации восьмой китайской пятилетки. Общий объём инвестиций в проект составил около 80 млн юаней.
Аэропорт был сдан в эксплуатацию в марте 1996 года, однако практически сразу были выявлены проблемы с взлетно-посадочной полосой. В октябре 1997 года был подготовлен доклад, в котором сообщалось, что поверхность ВПП имеет серьёзные повреждения, что не позволяет среднемагистральным самолётам производить взлёт-посадку на этой ВПП. Основная причина повреждений — плохое качество при строительстве. В рамках расследования данного дела были привлечены к ответственности ряд должностных лиц. В дальнейшем все недостатки были исправлены.
В 2010 году аэропорт прошел проверку авиационной безопасности и в настоящее время эксплуатируется без ограничений.